# Барн
Барн (русское обозначение: б, бн; международное: b) — внесистемная единица измерения площади, используется в ядерной физике для измерения эффективного сечения ядерных реакций, а также квадрупольного момента. 1 барн равен 10−28 м² = 10−24 см² = 100 фм² (примерный размер атомного ядра). Определяются также кратные и дольные единицы; из них используются:
- мегабарн (Мбн, Мб, 10−18 см²),
- килобарн (кбн, кб, 10−21 см²),
- миллибарн (мбн, мб, 10−27 см²),
- микробарн (мкбн, мкб, 10−30 см²),
- нанобарн (нбн, нб, 10−33 см²),
- пикобарн (пбн, пб, 10−36 см²),
- фемтобарн (фбн, фб, 10−39 см²),
- аттобарн (абн, аб, 10−42 см²),

Электрический квадрупольный момент имеет размерность произведения площади на электрический заряд, однако в атомной и ядерной физике заряд часто выражают в единицах элементарного заряда, поэтому квадрупольный момент приобретает размерность площади и в этом случае тоже может измеряться в барнах.
Международная организация законодательной метрологии (МОЗМ) относит барн к единицам измерения, «которые могут временно применяться до даты, установленной национальными предписаниями, но которые не должны вводиться, если они не используются», и разрешает использовать барн только в атомной и ядерной физике.

## Производные единицы
Обратные барны (бн−1), а также кратные и дольные единицы используются в качестве меры интегральной светимости коллайдеров (то есть количества частиц, прошедших за время работы машины через единицу площади поперечного сечения пучка в зоне соударения встречных пучков, что пропорционально количеству произошедших реакций). Так, интегральная светимость в 10 фбн−1 означает, что за время работы через каждый фемтобарн зоны соударения прошло в среднем 10 частиц. Если известно эффективное поперечное сечение какой-либо реакции, то для того, чтобы узнать количество произошедших реакций, надо умножить это сечение (в барнах) на интегральную светимость (в обратных барнах). Светимость коллайдеров выражается через обратные барны в секунду; например, максимальная светимость Большого адронного коллайдера, превысившая проектную, составляет 2⋅1034 см−2с−1, что соответствует 2⋅10−5 фбн−1с−1. За 105 секунд работы (чуть больше суток) БАК в таком режиме будет набирать интегральную светимость 2 обратных фемтобарна (или 2000 обратных пикобарн — следует отметить, что, как и для любых обратных единиц, соотношения между десятичными приставками «переворачиваются»: обратный барн в 1000 раз меньше обратного миллибарна).

## Примеры

### Барны
- Сечение радиационного захвата тепловых нейтронов ядром 113Cd составляет около 20,6 кбарн[5].
- Сечение деления ядра 235U тепловым нейтроном (основа современной ядерной энергетики) составляет около 584 барн[5].
- Чувствительность современных детекторов частиц тёмной материи для реакции упругого рассеяния на ядрах и массы вимпов 10-100 ГэВ составляет 10−6−10−4 пбарн.[6]
- Сечение рассеяния нейтрино на нуклоне при энергии порядка 10 МэВ составляет ~ 1 аттобарн.
- Электрический квадрупольный момент ядра 14N составляет 20,0 мбарн[7].

### Обратные барны
- Планируемая интегральная светимость Большого адронного коллайдера, накопленная к концу 2011 года — около 6 фбн−1, к концу 2019 года — 300 фбн−1.
- Ожидаемая интегральная светимость Тэватрона, накопленная к концу 2014 года — около 20 фбн−1.
- Светимость коллайдера RHIC при работе с ядрами золота (2000 год) составляла 1,5 миллибарн−1с−1.

## Этимология
Название «барн» происходит от английского barn — амбар. Два физика из Университета Пердью (Уэст-Лафейетт, штат Индиана), Маршалл Хеллоуэй и Чарльз Бэйкер, работавшие в рамках Манхэттенского проекта, однажды во время обеда решили придумать название для единицы, отражающей типичный размер эффективного сечения в ядерной физике. Среди кандидатов, в чью она честь могла быть названа, были Оппенгеймер и Бете, а также Джон Мэнли, директор группы университета Пердью в Лос-Аламосе (Мэнли показалось физикам слишком длинным, и в качестве кандидатуры некоторое время использовалось имя «Джон»). Для большинства ядерных процессов эффективное сечение 10−24 см² кажется большим, как амбар.